# Croix de Serverette
La croix de Serverette est une croix située dans le bourg de Serverette, en France.

## Description
La Croix représente le Christ sur sa face avant et, sur la face arrière, la Vierge Marie tenant l'Enfant-Jésus sur un bras. Elle est en granit noir. Le fût (à huit faces) et le socle sont en granit de Serverette.

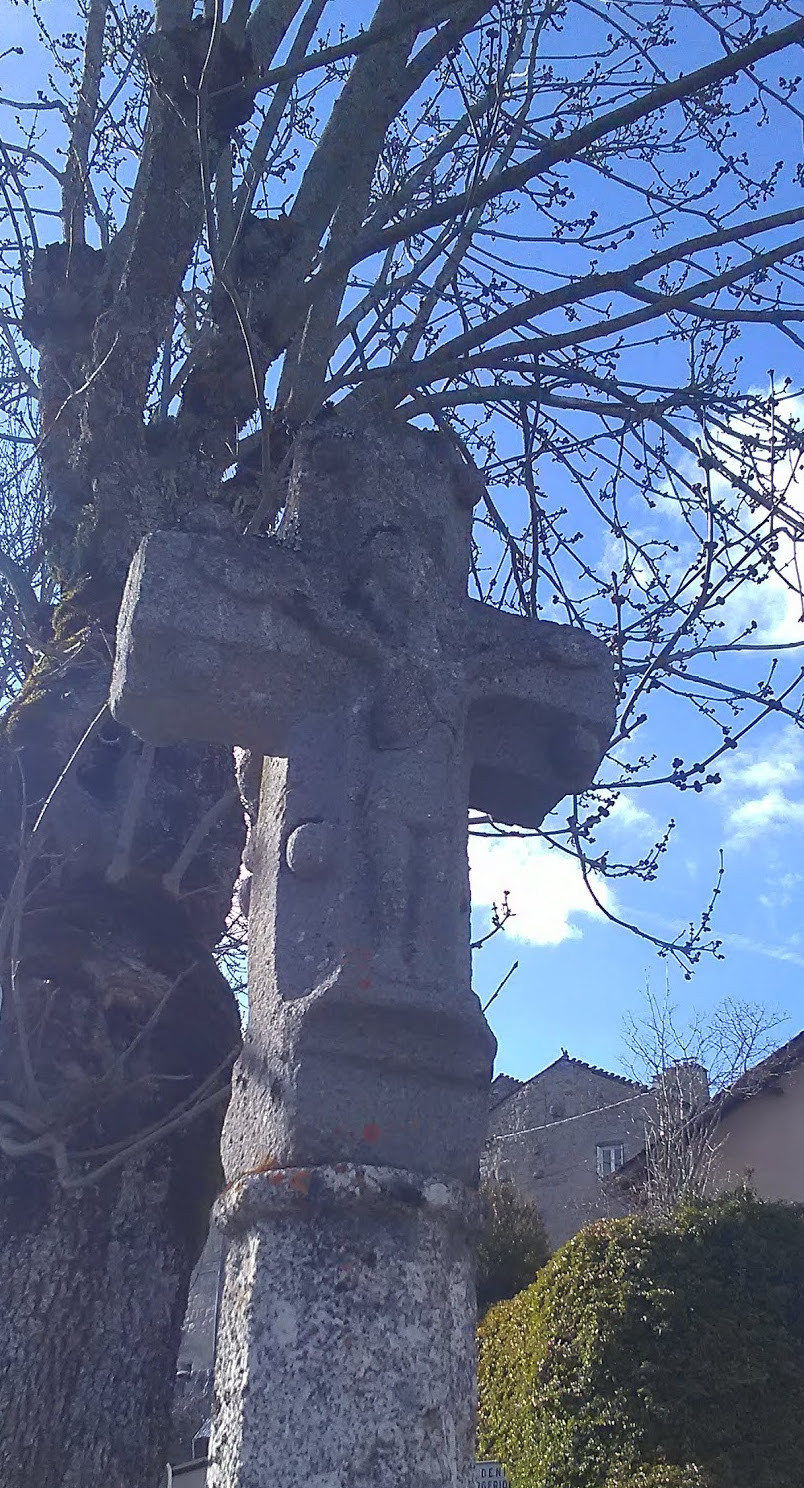
Croix de Serverette, face avant.
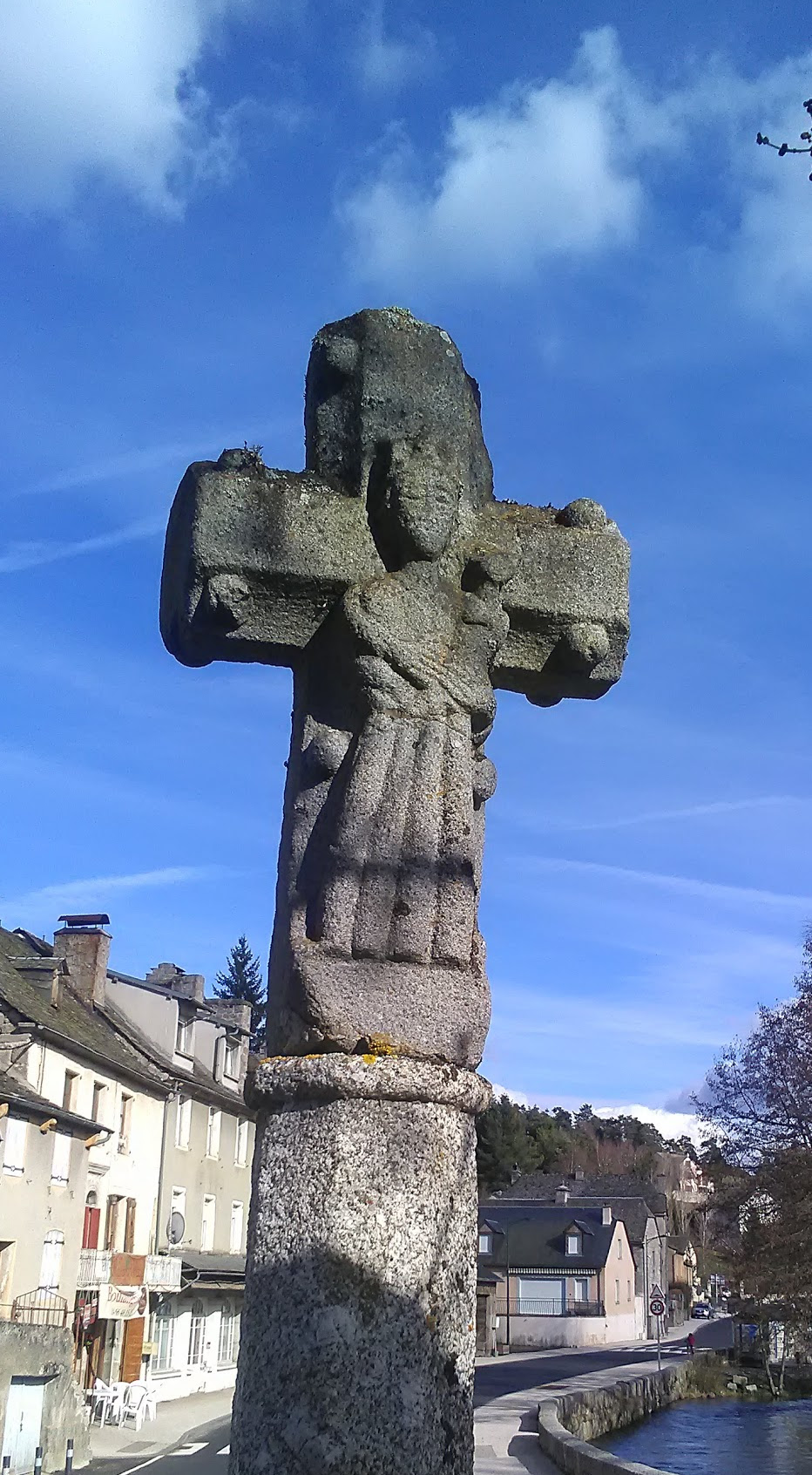
Croix de Serverette, face arrière.

## Localisation
La croix est située au carrefour de la route départementale 806 et de la route de Saint-Denis-en-Margeride (RD 5), dans le quartier du Barry.

## Historique
La croix est datée du XVIe siècle. Elle est inscrite au titre des monuments historiques en 1926.